# Wupper

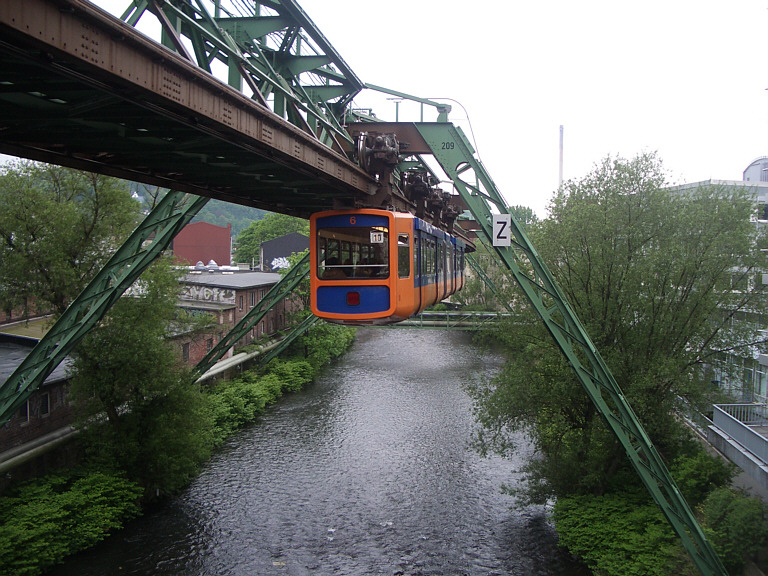
Wuppertals hängbana över floden Wupper

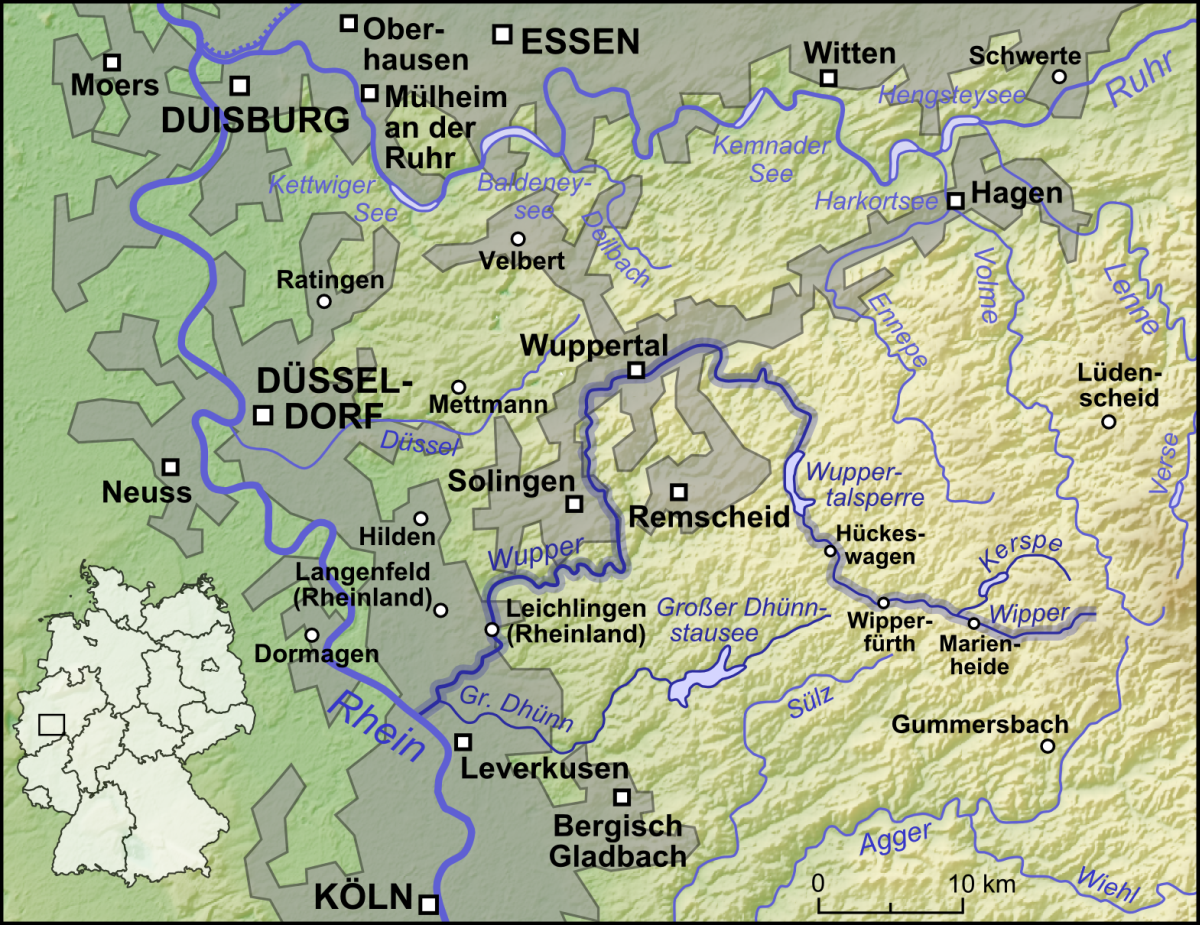

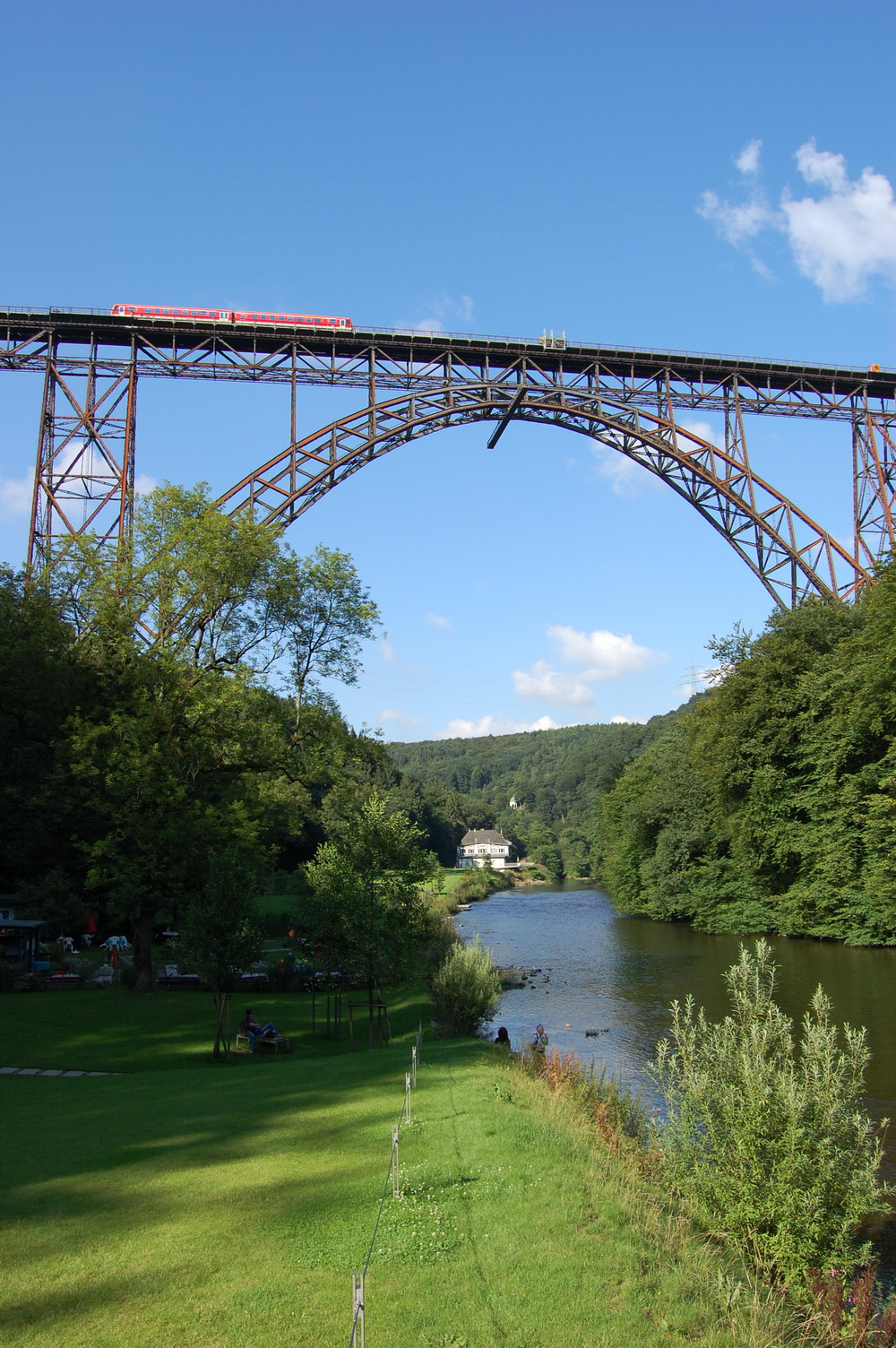
Müngstner Brücke (Solingen)

Wupper är en 112,8 km lång å i Nordrhein-Westfalen, Tyskland. Den rinner upp i närheten från Börlinghausen och mynnar ut i Rhen norr om Leverkusen.
Namnet Wupper betyder hoppande vatten. Den har gett namn åt staden Wuppertal som bildades 1929.
Elefanten Tuffi hoppade som fyraåring ut ur ett tåg och ned i floden, men klarade sig oskadd.